# Arkadiusz Bąk
Arkadiusz Bąk (Stargard Szczeciński, 6 ottobre 1974) è un ex calciatore polacco, di ruolo centrocampista.

## Biografia
Suo fratello Jacek è a sua volta un calciatore professionista e gioca nell'Austria Vienna.

## Carriera

### Nazionale
Esordisce con la Polonia l'8 febbraio 1998 nel match perso per 4-0 contro il Paraguay, subentrando al 41' a Cezary Kucharski. Partecipa al campionato mondiale di calcio 2002, giocando la seconda gara del girone contro il Portogallo. Quest'ultima, si rivela anche l'ultima gara in carriera con la maglia della nazionale.

## Statistiche

### Cronologia presenze e reti in nazionale
| Cronologia completa delle presenze e delle reti in nazionale ― Polonia | Cronologia completa delle presenze e delle reti in nazionale ― Polonia | Cronologia completa delle presenze e delle reti in nazionale ― Polonia | Cronologia completa delle presenze e delle reti in nazionale ― Polonia | Cronologia completa delle presenze e delle reti in nazionale ― Polonia | Cronologia completa delle presenze e delle reti in nazionale ― Polonia | Cronologia completa delle presenze e delle reti in nazionale ― Polonia | Cronologia completa delle presenze e delle reti in nazionale ― Polonia |
| Data                                                                   | Città                                                                  | In casa                                                                | Risultato                                                              | Ospiti                                                                 | Competizione                                                           | Reti                                                                   | Note                                                                   |
| ---------------------------------------------------------------------- | ---------------------------------------------------------------------- | ---------------------------------------------------------------------- | ---------------------------------------------------------------------- | ---------------------------------------------------------------------- | ---------------------------------------------------------------------- | ---------------------------------------------------------------------- | ---------------------------------------------------------------------- |
| 8-2-1998                                                               | Asunción                                                               | Paraguay                                                               | 4 – 0                                                                  | Polonia                                                                | Amichevole                                                             | -                                                                      | 41’                                                                    |
| 2-6-2001                                                               | Cardiff                                                                | Galles                                                                 | 1 – 2                                                                  | Polonia                                                                | Qual. Mondiali 2002                                                    | -                                                                      |                                                                        |
| 6-6-2001                                                               | Erevan                                                                 | Armenia                                                                | 1 – 1                                                                  | Polonia                                                                | Qual. Mondiali 2002                                                    | -                                                                      |                                                                        |
| 15-8-2001                                                              | Reykjavík                                                              | Islanda                                                                | 1 – 1                                                                  | Polonia                                                                | Amichevole                                                             | -                                                                      | 60’                                                                    |
| 1-9-2001                                                               | Chorzów                                                                | Polonia                                                                | 3 – 0                                                                  | Norvegia                                                               | Qual. Mondiali 2002                                                    | -                                                                      | 89’                                                                    |
| 5-9-2001                                                               | Minsk                                                                  | Bielorussia                                                            | 4 – 1                                                                  | Polonia                                                                | Qual. Mondiali 2002                                                    | -                                                                      | 24’                                                                    |
| 6-10-2001                                                              | Chorzów                                                                | Polonia                                                                | 1 – 1                                                                  | Ucraina                                                                | Qual. Mondiali 2002                                                    | -                                                                      |                                                                        |
| 14-11-2001                                                             | Poznań                                                                 | Polonia                                                                | 0 – 0                                                                  | Camerun                                                                | Amichevole                                                             | -                                                                      | 81’                                                                    |
| 13-2-2002                                                              | Limassol                                                               | Irlanda del Nord                                                       | 1 – 4                                                                  | Polonia                                                                | Amichevole                                                             | -                                                                      | 46’                                                                    |
| 27-3-2002                                                              | Łódź                                                                   | Polonia                                                                | 0 – 2                                                                  | Giappone                                                               | Amichevole                                                             | -                                                                      | 79’                                                                    |
| 17-4-2002                                                              | Bydgoszcz                                                              | Polonia                                                                | 1 – 2                                                                  | Romania                                                                | Amichevole                                                             | -                                                                      | 46’                                                                    |
| 18-5-2002                                                              | Varsavia                                                               | Polonia                                                                | 1 – 0                                                                  | Estonia                                                                | Amichevole                                                             | -                                                                      | 64’                                                                    |
| 10-6-2002                                                              | Jeonju                                                                 | Portogallo                                                             | 4 – 0                                                                  | Polonia                                                                | Mondiali 2002 - 1º turno                                               | -                                                                      | 16’ 39’                                                                |
| Totale                                                                 |                                                                        | Presenze                                                               | 13                                                                     |                                                                        | Reti                                                                   | 0                                                                      |                                                                        |

## Palmarès

### Club
- Campionato polacco: 1

Polonia Varsavia: 1999-2000
- Coppa di Polonia: 1

Polonia Varsavia: 2000-2001

### Individuale
- Capocannoniere del campionato polacco: 1

1997-1998 (14 gol)